# Yttertavle
Yttertavle är en småort i Umeå kommun, belägen vid Tavlefjärden cirka 3 km söder om stadsdelen Tomtebo och en knapp mil norr om tätorten Holmsund. Yttertavle är grannby med Innertavle. I Yttertavle drivs sedan 1986 familjeföretaget Yttertavle Ägg, Norrlands största anläggning med frigående höns.

## Befolkningsutveckling
| Befolkningsutvecklingen i Yttertavle 1990–2015 | Befolkningsutvecklingen i Yttertavle 1990–2015 | Befolkningsutvecklingen i Yttertavle 1990–2015 | Befolkningsutvecklingen i Yttertavle 1990–2015 | Befolkningsutvecklingen i Yttertavle 1990–2015 |
| ---------------------------------------------- | ---------------------------------------------- | ---------------------------------------------- | ---------------------------------------------- | ---------------------------------------------- |
|                                                |                                                |                                                |                                                |                                                |
| År                                             |                                                |                                                | Folkmängd                                      | Areal (ha)                                     |
| 1990                                           | 1990                                           |                                                | 59                                             | 7#                                             |
| 1995                                           | 1995                                           |                                                | 70                                             | 7#                                             |
| 2000                                           | 2000                                           |                                                | 70                                             | 8#                                             |
| 2005                                           | 2005                                           |                                                | 77                                             | 11#                                            |
| 2010                                           | 2010                                           |                                                | 77                                             | 11#                                            |
| 2015                                           | 2015                                           |                                                | 78                                             | 13#                                            |
| Anm.: # Som småort.                            |                                                |                                                |                                                |                                                |